# متیو هوروود
متیو هوروود (به انگلیسی: Matthew Whorwood) (زادهٔ ۹ دسامبر ۱۹۸۹) شناگر اهل انگلستان است.